# أمينة الفيلالي
أمينة الفيلالي هي فتاة مغربية ولدت بمدينة العرائش، كانت تبلغ من العمر 16 عاما عندما انتحرت عن طريق تناول سم الفئران في عام 2012، وذلك بعد أن أجبرت على الزواج من مغتصبها وفقا للمادة 475 من القانون المغربي الذي يسمح للمغتصب بتجنب الملاحقة القضائية عن طريق الزواج من ضحيته.
لفتت هذه الحادثة الكثير من الانتباه إلى القانون المغربي، وقد عبر كثير من المواطنين عن رغبتهم في تغيير القانون، كما دعت جماعات حقوق الإنسان المحلية أيضا إلى إلغاء المادة 475 من القانون المغربي الذي يُجرم الاغتصاب لكنه يمنع الملاحقة القضائية في حالة ما وافق المغتصب على الزاوج من ضحيته.
بعد عامين من الانتحار، قرر البرلمان إلغاء المادة 475؛ وقد أُلغيت بالفعل في عام 2014.
صدر فيلم وثائقي عن أمينة الفيلالي في عام 2013، وقد وضح هذا الوثائقي أن هناك أربعة حوادث مماثلة في تاريخ المدينة.

## وصلات خارجية
- المغرب يدرس قضية تشديد العقوبات بشأن المغتصب بعد قضية انتحار أمينة (17 مارس 2012)
- ملف انتحار أمينة الفيلالي (بي دي إف)
- قناة العربية: المغرب: رواية عائلة أمينة الفيلالي تتعارض مع الرواية الرسمية، والعائلة تصر على أن ابنتها تعرضت للاغتصاب